# Mevagissey
Mevagissey est une paroisse civile et un village des Cornouailles, en Angleterre.